# Крайня Балаклійка
Кра́йня Балаклі́йка — річка в Україні, у межах Чугуївського та Ізюмського районів Харківської області, права притока Балаклійки (басейн Сіверського Дінця).

## Опис
Довжина річки 34 км, площа басейну 291 км², похил 1,1 м/км. Долина широка (2,5—3 км), з пологими схилами. Річище помірно звивисте, завширшки пересічно 5 м, завглибшки понад 1 м. Заплава в середній течії місцями заболочена. Влітку міліє. Споруджено кілька ставків.

## Розташування
Річка бере початок на північ від села Мосьпанове. Тече переважно на південь через села Явірське і Пришиб, перед гирлом повертає на південний схід. Впадає до Балаклійки між селом Вербівка і містом Балаклія. 

## Притоки
- Попадин Яр — ліва притока у Малинівській селищній громаді, впадає на північно-східній околиці села Мосьпанове[2]
- Бутків (Бураків) Яр — правий витіка у Малинівській селищній громаді, впадає на північно-західній околиці села Мосьпанове[3]
- Мокруватий Яр — права притока у Малинівській селищній громаді, впадає у центральній частині села Мосьпанове[4]
- Рудашів Яр — ліва притока у Малинівській селищній громаді, впадає у центральній частині села Мосьпанове[5]
- Десятників Яр — ліва притока у Малинівській селищній громаді, впадає на південно-східній околиці села Мосьпанове[6]
- Зубів Яр — права притока у Слобожанській міській та Михайлівській селищній громадах, впадає на південно-західній околиці села Мосьпанове[7]
- Вовчий Яр — ліва притока.
- Погорілий Яр — права притока у Донецькій селищній громаді, впадає у селі Явірське[8]
- Безіменний Яр — права притока.[9]
- Герасименків Яр — права притока.[10]
- Мищенків — притока.[11]
- Різванів — лівий рукав